# Leucosolenia flexilis
Leucosolenia flexilis är en svampdjursart som först beskrevs av Ernst Haeckel 1872.  Leucosolenia flexilis ingår i släktet Leucosolenia och familjen Leucosoleniidae. Inga underarter finns listade i Catalogue of Life.